# Edward McLaughlin
Edward McLaughlin, detto Punchy (... – Roxbury, 20 ottobre 1965), è stato un mafioso statunitense, di origini irlandesi.
Oltre alla carriera di criminale, era anche un pugile locale. Dopo l'assassinio del fratello Bernie, McLaughlin lasciò la Winter Hill Gang, entrando nella Charlestown Mob e dichiarando guerra a "Buddy" McLean. Dopo che il fratello Georgie assassinò Russell Nicholson, membro della Winter Hill Gang, McLean notò che la sua banda si stava sempre più degradando ed, inoltre, si accorse della caccia che i Fratelli McLaughlin gli stavano dando. Dopo aver compiuto una serie di omicidi, McLaughlin venne assassinato dallo stesso McLean, il quale fu assassinato l'anno successivo da un amico di Georgie, Cornelius Hughes.